# Hoszro Hejdari
Hoszro Hejdari (perzsául: خسرو حیدری, Teherán, 1983. szeptember 14. –) iráni labdarúgó, az élvonalbeli Eszteglál hátvédje.

## Pályafutása

### A válogatottban
2007 és 2015 között 59 alkalommal szerepelt az iráni válogatottban. Tagja volt a 2014-es brazíliai világbajnokságon részt vevő csapatnak.